# NGC 3833
NGC 3833 (również PGC 36441 lub UGC 6692) – galaktyka spiralna (Sc), znajdująca się w gwiazdozbiorze Panny. Odkrył ją William Herschel 15 kwietnia 1784 roku.